# آشپزی پرتغالی

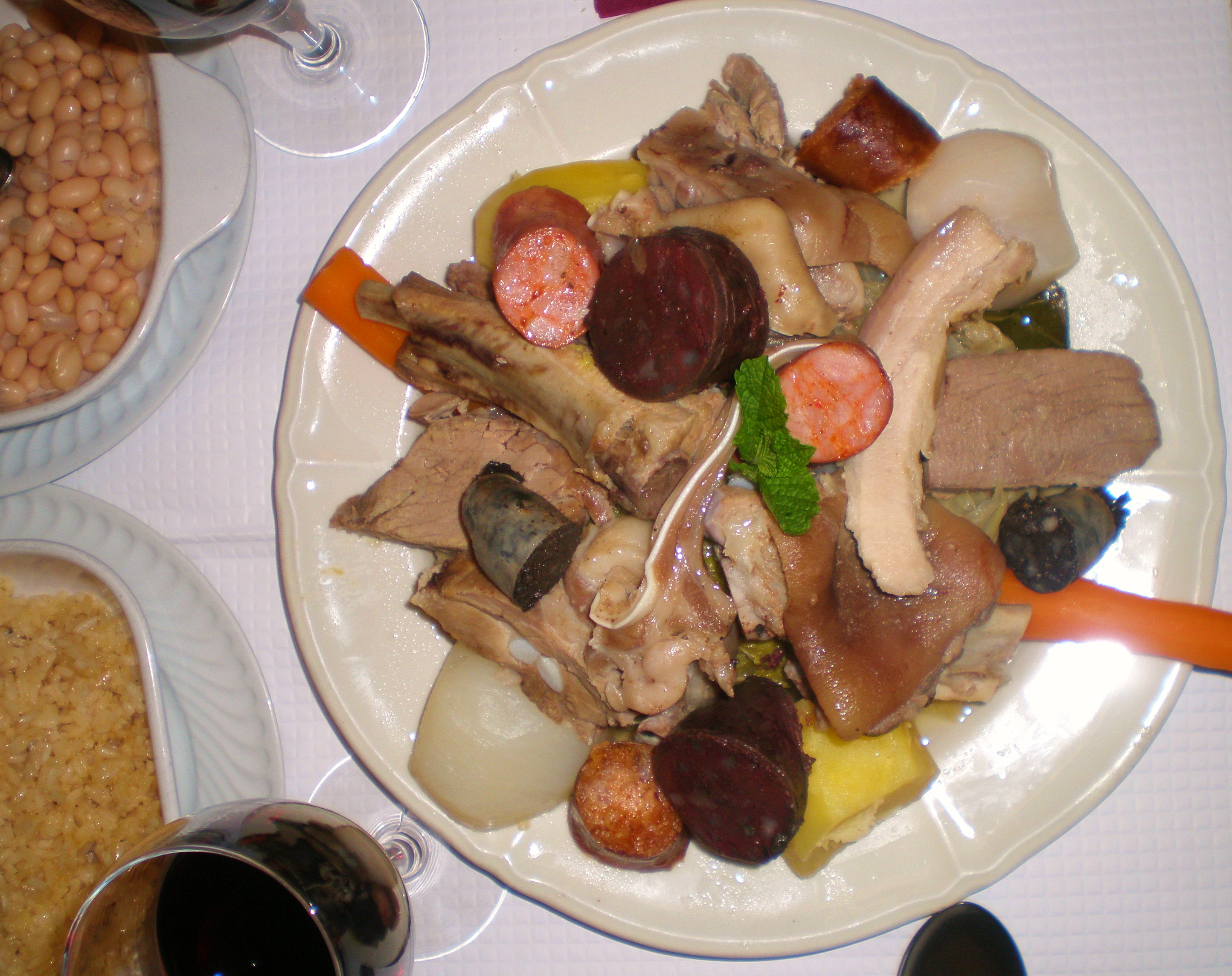
خورش پرتغالی (Cozido à portuguesa) با گوشت‌های متنوع

آشپزی پرتغالی (انگلیسی: Portuguese cuisine)، قدیمی‌ترین کتاب شناخته شده دربارهٔ آشپزی پرتغالی به نام آشپزی اینفانتا دی. ماریا، اهل پرتغال (Livro de Cozinha da Infanta D. Maria de Portugal) متعلق به قرن شانزده، بسیاری از غذاهای مبتنی بر گوشت، ماهی، ماکیان و بعضی دیگر را تشریح کرده‌است.
کتاب آشپزی پرتغالی '(Culinária Portuguesa)، اثر آنتونیو ماریا دِ اولیویرا بلو با نام مستعار اوله‌بوما، در سال ۱۹۳۶ منتشر شد. علی‌رغم اینکه پرتغال به‌طور نسبی به اقیانوس اطلس محدود شده‌است، تغذیه سلتیک، هم چنین آشپزی پرتغالی تأثیر زیادی از آشپزی فرانسوی و آشپزی مدیترانه‌ای گرفته‌است.
تأثیر تجارت ادویه پرتغال در هند شرقی، آفریقا و آمریکا، به ویژه در طیف وسیعی از اودیه‌های مورد استفاده، هم چنین قابل توجه است. این ادویه‌ها عبارتند از پیری پیری (فلفل چیلی خیلی تند، کوچک)، فلفل سفید، فلفل سیاه، زعفران، پاپریکا، میخک صدپر، فلفل فرنگی، زیره سبز، دارچین و جوز هندی که در گوشت، ماهی یا غذاهای لب شوره ترکیبی پرتغال قاره ای، آزور و جزایر مادیرا استفاده می‌شود. دارچین، وانیل، خلال پوست لیمو، خلال پوست پرتقال، بادیان رومی، میخک صدپر و فلفل فرنگی در بسیاری از دسرهای سنتی و برخی غذاهای لب شوره استفاده می‌شود.